# Краснохохлый турако
Краснохо́хлый тура́ко (лат. Tauraco erythrolophus) — птица семейства тураковых. Эндемик Габона.

## Описание
Длина тела составляет около 40 см. Отличительной особенностью является красный хохол на голове и внешние пальцы ног, которые двигаются вперёд и назад. Ноздри круглые. Между самцом и самкой нет различий в размере и цвете. Основной цвет оперения металлический зелёный и синий, с тёмно-красными перьями крыльев. Благодаря своему оперению птиц сложно обнаружить в кроне дерева, только громкий призыв выдаёт их присутствие.

## Образ жизни
Краснохохлый турако живёт в большинстве случаев в кронах деревьев и редко спускается на землю. Птица хорошо летает и ползает по деревьям. Её питание состоит из плодов, ягод, семян, улиток и насекомых.
Во время тока самец поднимает свой хохол и широко расправляет свои крылья. Обычно птицы живут в паре и редко в небольшом семейном союзе. При возникновении опасности турако неподвижно сидит на своём месте и при благоприятной возможности убегает.

## Размножение
Кладка из 2-х белых яиц расположена в густой кроне. Обе родительских птицы высиживают яйца в течение 3-х недель. Взрослые птицы также по очереди выкармливают молодых птиц. Через 4 недели птенцы полностью оперяются и покидают гнездо.

## Галерея

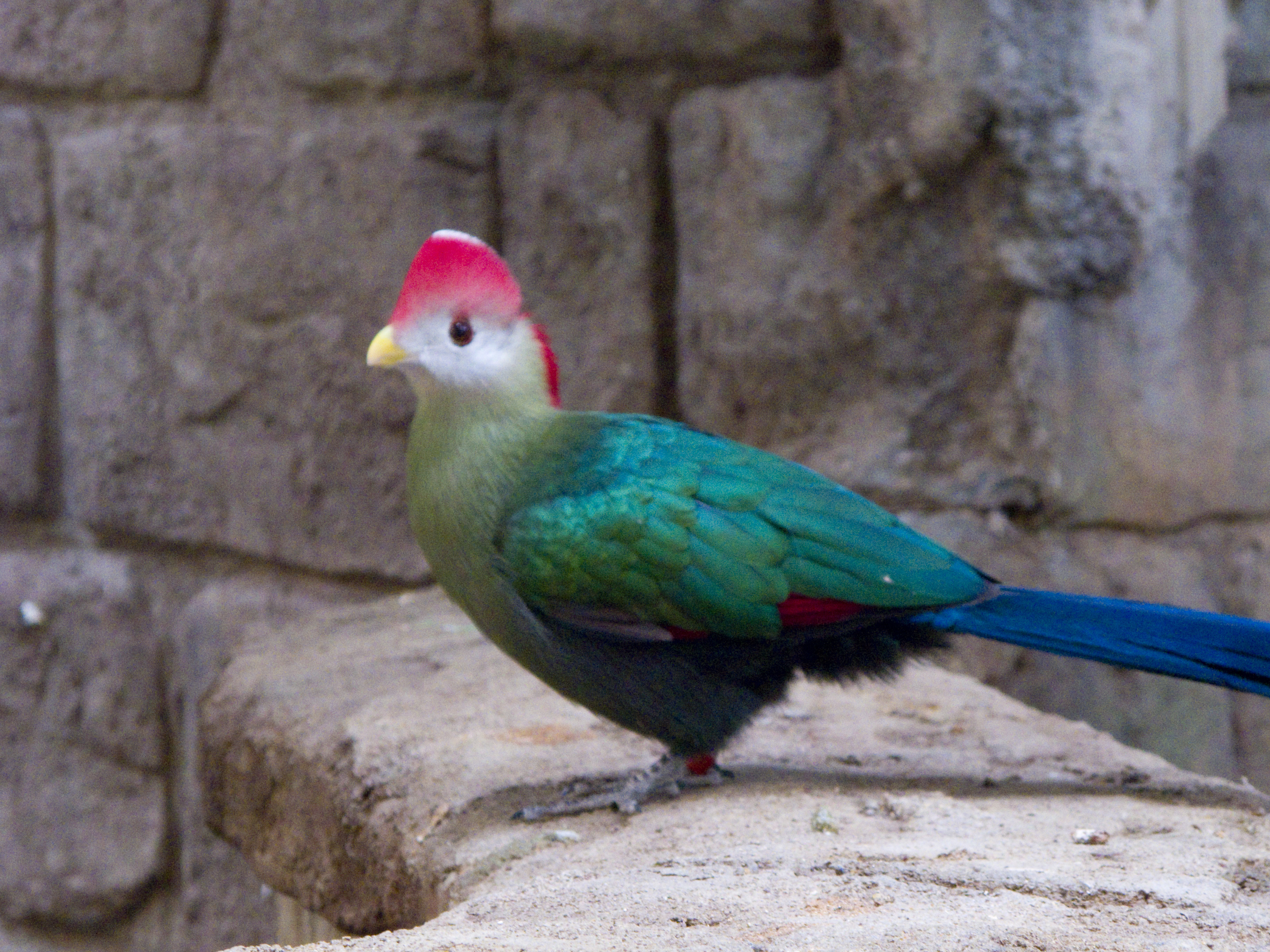
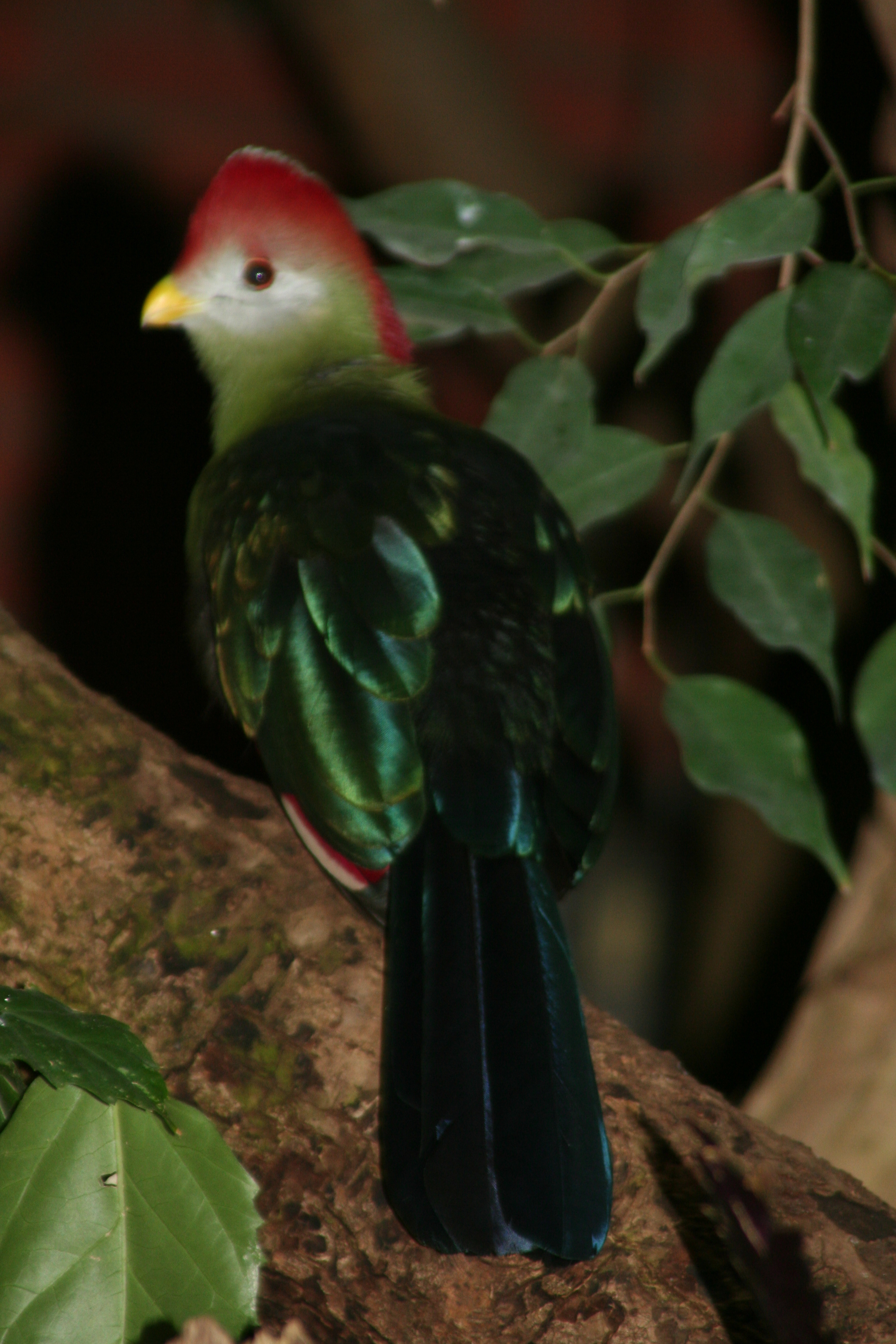
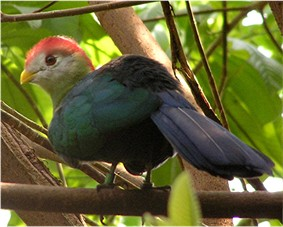
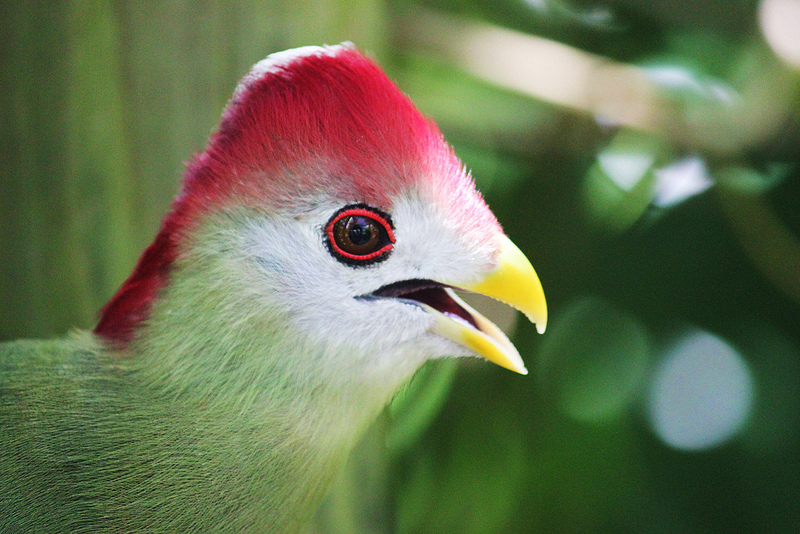
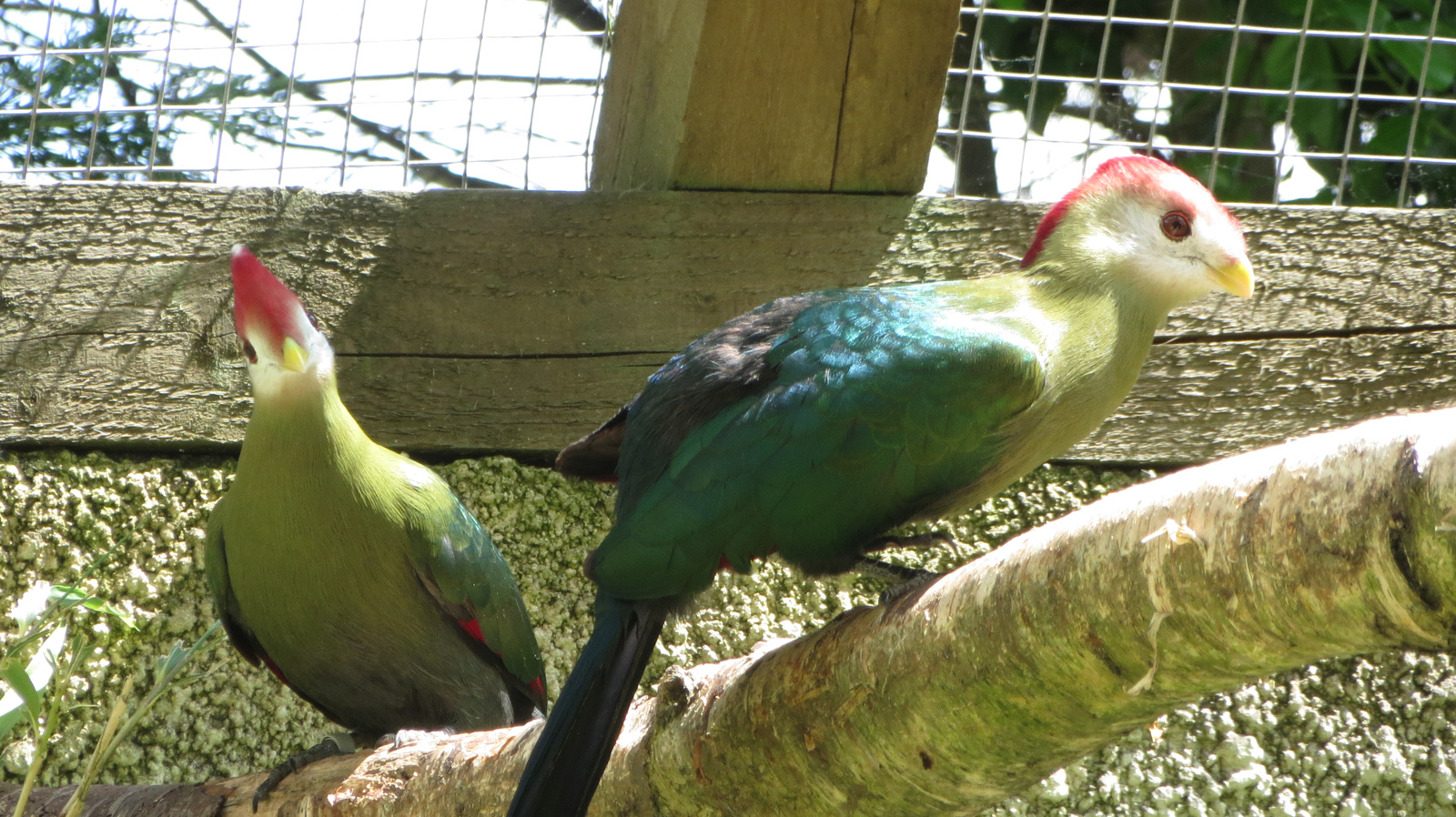